# Лембіт Олль
Лембіт Олль (ест. Lembit Oll; 23 квітня 1966 - 17 травня 1999, Таллінн) – естонський шахіст, гросмейстер від 1992 року.

## Життєпис
У 1980-х роках належав до провідних радянських шахістів молодого покоління. 1982 року здобув звання чемпіона Естонії, a 1984 року звання чемпіона СРСР серед юнаків. Представляв Радянський Союз на чемпіонаті світу і Європи серед юнаків. Після розпаду Радянського Союзу досягнув низки міжнародних успіхів, виграв чи поділив 1-ше місце в тому числі в Еспоо, Таллінні i Гельсінках (1989), Таррасі (1990), Сіднеї i Гельсінках (1991), Севільї (1992), Вільнюсі, Гаазі i Антверпені (1993), Нью-Йорку (1994, разом з Яаном Ельвестом), Гельсінках i Ризі (1995), Санкт-Петербурзі (1996) а також Кеге, Хогевені й Сегеді (1997). 1997 року виступив у Гронінгені на чемпіонаті світу ФІДЕ за нокаут-системою, де пройшов до 3-го раунду, в якому поступився Владиславові Ткачову (перед цим усунувши  Маргейра Петурссона і Олександра Морозевича). Входив до основного складу збірної Естонії: від 1992 до 1998 року чотири рази взяв участь у шахових олімпіадах, a 1997 року на командному чемпіонаті Європи, щоразу грав на 1-й або 2-й шахівниці.
Наприкінці 1990-х років належав до розширеної когорти провідних шахістів світу, станом на 1 січня 1998 року мав рейтинг 2655 пунктів, що відповідало тоді 24-му місцю в рейтинг-листі ФІДЕ. 17 травня 1999 року покінчив життя самогубством, вистрибнувши з вікна 4-го поверху своєї таллінської квартири. То був ефект депресії після розлучення. Похований у Таллінні, неподалік від могили Пауля Кереса.